# Анакреонтична поезія
Анакреонти́чна пое́зія — жанр лірики, в якому панує життєрадісне, світле світосприйняття, перейняте мотивами земного щастя, гедонізму, любові.
Названа на честь засновника жанру, давньогрецького поета Анакреонта. Під ім'ям Анакреонта дійшов невеликий (59 назв) збірник коротеньких віршованих п'єс, укладений в Александрійську й пізніші епохи. Він доданий до так званої «Палатинської антології» — збірника-хрестоматії античних поетів, складеного в X ст. Костянтином Кефалою й доповненого в XIV ст. Вміщені там вірші мали численні переклади, що створили у XVIII і на початку XIX ст. особливу течію — «анакреонтичної поезії». В епоху панування поетики французького класицизму анакреонтична «легка» поезія наближала поезію до простоти й натуральності.
Особливий розвиток анакреонтична поезія мала в російській літературі. В стилі Анакреонта писали Державін, Батюшков, Пушкін (в його ліцейський період), Дельвіґ та інші.
Вона досить помітна і в українській ліриці, починаючи від Григорія Сковороди, простежується у доробку поетів XX ст. (Олександр Олесь, Павло Тичина, В. Пачовський, О. Близько, М. Йогансен, Б.-І. Антонич, М. Вінграновський та ін.). Особливого колориту набули анакреонтичні мотиви у творчості київських «неокласиків», зокрема Максима Рильського
Анакреонтична поезія відіграла певну роль у демократизації літератури, у наближенні її до життя.
Творчість і образ «веселого старигана» Анакреонта були до такої міри привабливими, що пізніше утворився навіть окремий різновид лірики – анакреонтика, де в легкій, невибагливій формі уславлені радощі безтурботного життя , кохання, чуттєві насолоди, вино, квіти, весна, грайливий зміст любовних і застольних пісень поєднується з якістю і простотою форми.
Ось характерний вірш із анакреонтики (з промовистою назвою «Анакреонт і жінки» ), де легко простежується відлуння творчості поета:
Жінки мені говорять:
«Ти дід Анакреонте,
Лише поглянь у люстро,-
Волосся вже немає,
Все тім’я в тебе голе».
Чи в мене є волосся,
Чи все повипадало – 
Не знаю, тільки знаю, - 
Одне старому личить – 
Тим більше розважатись,
Чим ближчий він до Мойри
(до смерті. – Ю. К.)
'Переклад  А.Білецького'
До наших часів дійшли лише окремі уривки творів Анакреонта, зате від пізньої античності (очевидно, від доби еллінізму) збереглася ціла збірка наслідувань  його творів, т. зв. «анакреонтичні вірші». Вона вміщувала лише 59 творів і була додана до т. зв. «Палатинської антології» , збірки творів античних поетів, укладеної в Х ст. візантійцем Костянтином Кефалою, яку, в сою чергу, в XIV ст. було вкотре доповнено.
Саме ця доповнена збірка та деякі вірші Горація і стали тими зразками, що їх наслідували поети Відродження й Просвітництва, а також анакреонтики Західної Європи й Росії у XVIII – XIX століттях: Вольтер і Парні – у Франції, Глейм – у Німеччині, Державін, Батюшков, юний Пушкін – у Росії (до слова, в жартівливому вірші «Мое завещание друзьям» (1815) Пушкін прямо назвав своїм учителем саме Анакреонта ).